# 鸡林州都督府

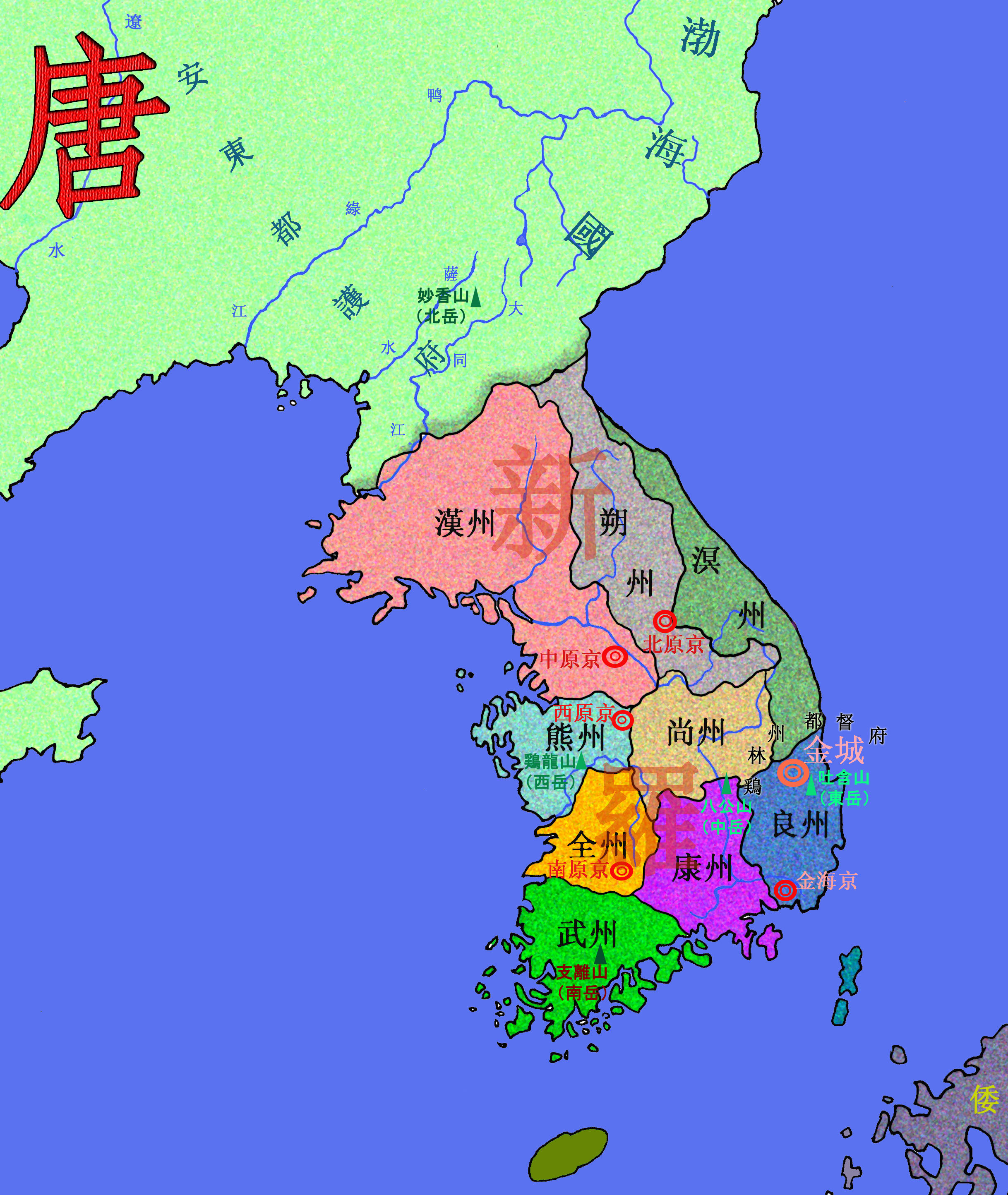
鸡林州都督府

鸡林州都督府（朝鮮語：계림대도독부）是公元7世纪到9世纪，唐朝在朝鲜半岛中南部设立的羁縻州。
7世纪，新罗开始与唐结盟。660年，武烈王在唐的帮助下征服百济。唐朝在朝鲜半岛百济故地上设置熊津都督府（660年设立）等5个都督府之后，又设立了鸡林州都督府，下设州和县，羁縻州的“鸡林州都督”由新罗王金法敏为担任。《旧唐书》卷199上《新罗传》载“龙朔三年，诏以其国为鸡林州都督府”。
《三国史记·新罗本纪》文武王三年载：“大唐以我国为鸡林大都督府”“际天所覆，悉臣而属之。薄海内外，无不州县”。自663年起，先后有16位新罗王被唐朝委任为鸡林州都督，历时200余年。安史之乱后，平卢节度使移驻山东半岛，改称淄青平卢节度使，兼鸡林州都督府。
668年，唐朝和新罗的联军征服了高句丽。百济和高句丽灭亡后，唐朝建立的是熊津都督府、安东都护府等，管理百济和高句丽的故地。然而新罗不满于唐朝对朝鲜半岛的控制。通过670年到676年的新罗反唐朝运动，新罗联合百济和高句丽的遗民，唐朝被迫退出了大同江以南的朝鲜半岛，新罗宣称继承高句丽，百济和新罗，建立了统一的新罗。

## 历任鸡林州都督
1. 金法敏 661年即位，663年册封
2. 金政明 681年即位册封
3. 金理洪 692年即位册封
4. 金興光 702年即位册封
5. 金承慶 737年即位，738年册封
6. 金憲英 742年即位，743年册封
7. 金乾運 765年即位，768年册封
8. 金良相 780年即位，785年册封
9. 金敬信 785年即位，786年册封
10. 金俊邕 799年即位，800年册封
11. 金重兴 800年即位，805年册封
12. 金彦升 809年即位册封
13. 金景徽 826年即位，827年册封
14. 金悌隆 836年即位，837年册封
15. 金明 838年即位（未及册封）
16. 金祐徵 839年即位（未及册封）
17. 金慶膺 840年即位，841年册封
18. 金誼靖 857年即位（未及册封）
19. 金膺廉 861年即位，865年册封
20. 金晸 875年即位，878年册封